# Telstar

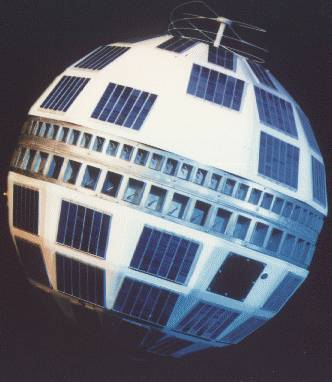
Il primo Telstar lanciato da Cape Canaveral nel 1962 aveva una forma sferica sfaccettata

Telstar è una serie di satelliti artificiali posti in orbita geocentrica ed utilizzati nelle telecomunicazioni via satellite, fra cui le trasmissioni televisive in diretta.

## Storia
Il primo di questi satelliti - di tipo non geostazionario - fu lanciato dalla AT&T Bell Laboratories con la forza propulsiva di un razzo Thor-Delta dalla stazione aerospaziale di Cape Canaveral, in Florida, alle ore 3.55 del 10 luglio 1962. All'indomani, l'11 luglio, alle ore 0.48 ora europea, mentre compiva la sua sesta orbita, il satellite rilanciò fra i due estremi dell'Oceano Atlantico quello che viene considerato il primo scambio ufficiale internazionale di immagini diffuse in mondovisione della storia della televisione.
Il 6 novembre dello stesso anno - secondo la comunicazione di un funzionario della AT&T Bell Laboratories - Telstar cessò la sua attività, probabilmente a causa del degrado dei semiconduttori dovuto all'irraggiamento radioattivo durante l'attraversamento delle fasce di van Allen.

## Caratteristiche
Il primo Telstar aveva la forma di una sfera sfaccettata. Il suo diametro era di 86 centimetri e il suo peso di 77 chilogrammi. Nei suoi circuiti erano impiegati millesessantaquattro transistori con la capacità di ricezione e trasmissione di 1200 canali telefonici o, alternativamente, di un canale televisivo.
Complessivamente, durante l'arco della sua attività, Telstar e i suoi successori - fra cui dal gennaio 1963 il Relay captato dal Centro spaziale del Fucino di Telespazio situato in Abruzzo - permisero l'effettuazione di quattrocento collegamenti transcontinentali e transoceanici sperimentali per comunicazioni radiotelevisive, tele-fotografiche e telefoniche, inclusi quarantasette programmi televisivi fra cui cinque a colori.
Il 14 febbraio dello stesso anno, ad essere messo in orbita terrestre fu il Syncom-1, destinato alle telecomunicazioni geostazionarie (vedi la lista). Dovevano passare poi due anni perché il 6 aprile 1965 venisse lanciato l'Early Bird, satellite propedeutico alle telecomunicazioni commerciali.

## Riconoscimenti
Nel 1962 il produttore discografico e compositore britannico Joe Meek pubblicò un brano strumentale dedicato al Telstar, che venne portato al successo dal gruppo musicale "The Tornados". La canzone venne successivamente incisa da artisti di diverse nazioni, tra cui in Italia la versione elettronica eseguita nel 1973 da Piero Umiliani e pubblicata con lo pseudonimo "Ingegner Giovanni e famiglia".
Al Telstar è stato assegnato nel 1963 un particolare riconoscimento, il Golden Globe per la miglior copertura internazionale d'informazione, attribuito solo in quella unica circostanza.
Al campionato mondiale di calcio 1970 venne introdotto il primo pallone "moderno" bianco e nero, chiamato "Telstar" per la somiglianza con il satellite.